# Лапшино (Костромська область)
Лапшино (рос. Лапшино) — село в Вохомському районі Костромської області Російської Федерації.
Населення становить 92 особи. Входить до складу муніципального утворення Лапшинське сільське поселення.

## Історія
У 1936-1944 року населений пункт перебував у складі Вологодської області. Від 1944 належить до Костромської області.
Від 2007 року входить до складу муніципального утворення Лапшинське сільське поселення.

## Населення
| 2008 | 2010 | 2014 |
| ---- | ---- | ---- |
| 113  | ↘99  | ↘92  |